# Belpasso
Belpasso ist eine Stadt der Metropolitanstadt Catania auf Sizilien in Italien mit 28.177 Einwohnern (Stand 31. Dezember 2023).

## Lage und Daten
Belpasso liegt 22 Kilometer nordwestlich von Catania am südlichen Hang des Ätnas. Die Einwohner arbeiten hauptsächlich in der Landwirtschaft und der Industrie. Der Ort hat Anschluss an die Ferrovia Circumetnea, die Ätnarundbahn, und bietet sich als Startpunkt für Fahrten zum Ätna an.
Die Nachbargemeinden sind Adrano, Biancavilla, Bronte, Camporotondo Etneo, Castiglione di Sicilia, Catania, Lentini (SR), Maletto, Mascalucia, Motta Sant’Anastasia, Nicolosi, Paternò, Ragalna, Ramacca, Randazzo, San Pietro Clarenza, Sant’Alfio und Zafferana Etnea.

## Geschichte
Das Gründungsjahr ist unbekannt, die Stadt hieß im Altertum Malpasso. Bei dem Ätnaausbruch 1669 wurde die Stadt zerstört und weiter unten am Ätna als Fenicia Moncada wieder aufgebaut. Bei dem Erdbeben 1693 wurde die Stadt wieder zerstört. Die Stadt wurde an gleicher Stelle im Muster eines Schachbrettes mit dem heutigen Namen wieder aufgebaut.

## Sehenswürdigkeiten
Die Kirche Santa Lucia wurde von Giovanni Bellia erbaut. Weitere Sehenswürdigkeiten sind der Palast Bufali und der Palast Scrofani aus dem 18. Jahrhundert.

## Persönlichkeiten
- Nino Martoglio (1870–1921), Komödienautor, Journalist und Filmregisseur

## Weiteres
Seit 1987 wird in Belpasso der Nino Martoglio International Book Award verliehen, ein Literaturpreis für sizilianische Schriftsteller. Bisher wurden unter anderem Giuseppe Bonaviri (1989), Gesualdo Bufalino (1990), Andrea Camilleri (1998) und Vincenzo Consolo (1999) ausgezeichnet.